# Польское туристско-краеведческое общество
Польское туристско-краеведческое общество (пол. Polskie Towarzystwo Turystyczno-Krajoznawcze, сокращённо PTTK) — польская туристская организация.

## История
В 1873 году в Австрийской Польше, в горах Татрах была создана первая польская туристическая организация — Польское Татровское общество (пол. Polskie Towarzystwo Tatrzańskie), предназначенное для взаимодействия разных организаций, занятых развитием туризма.
В 1906 году в Варшаве, столице Царства Польского, входившего в состав Российской империи, по предложению путешественника и краеведа Александра Яновского (1866—1944), было создано Польское краеведческое общество (пол. Polskie Towarzystwo Krajoznawcze).
В 1950 году эти два общества, к тому времени уже действовавшие в одном государстве, Польской Народной Республике, были объединены в Польское туристско-краеведческое общество, ставшее крупнейшей туристской организацией в стране.

## Деятельность
Одной из сторон деятельности общества была подготовка квалифицированных работников — организаторов туризма, инструкторов по краеведению, охране памятников, охране природы, туристических гидов (специализировавшихся на туризме по горам, паркам, городам, промышленным продприятиям и т. д.), была разработана квалификационная система для гидов.
Кроме того, общество занималось развитием туристических маршрутов, содержанием объектов туризма, в том числе производителей туристического снаряжения и издателей туристической литературы. Была создана система знаков отличия квалифицированного туризма, в рамках которой существовали знаки горного, пешеходного, горнолыжного, велосипедного, байдарочного, парусного и краеведческого туризма.
По состоянию на 1980 год у общества имелось 585 отделений, в нём состояли 730 тысяч человек, в том числе 18 тысяч инструкторов по туризму. У общества имелось 417 объектов для размещения туристов, вмещавших 32 тысячи человек, 915 библиотек, 420 кабинетов краеведения, 491 пункт туристической информации. Общество занималось поддержкой 35 тысяч километров туристических маршрутов.